# Bushwick
Bushwick è un quartiere operaio nella parte settentrionale di Brooklyn a New York.
La città fu fondata all'inizio dagli olandesi nel XVII secolo, mentre nel XIX secolo divenne centro di una comunità di immigrati tedeschi. Alla fine del XX secolo invece diventa predominante la comunità ispanica.

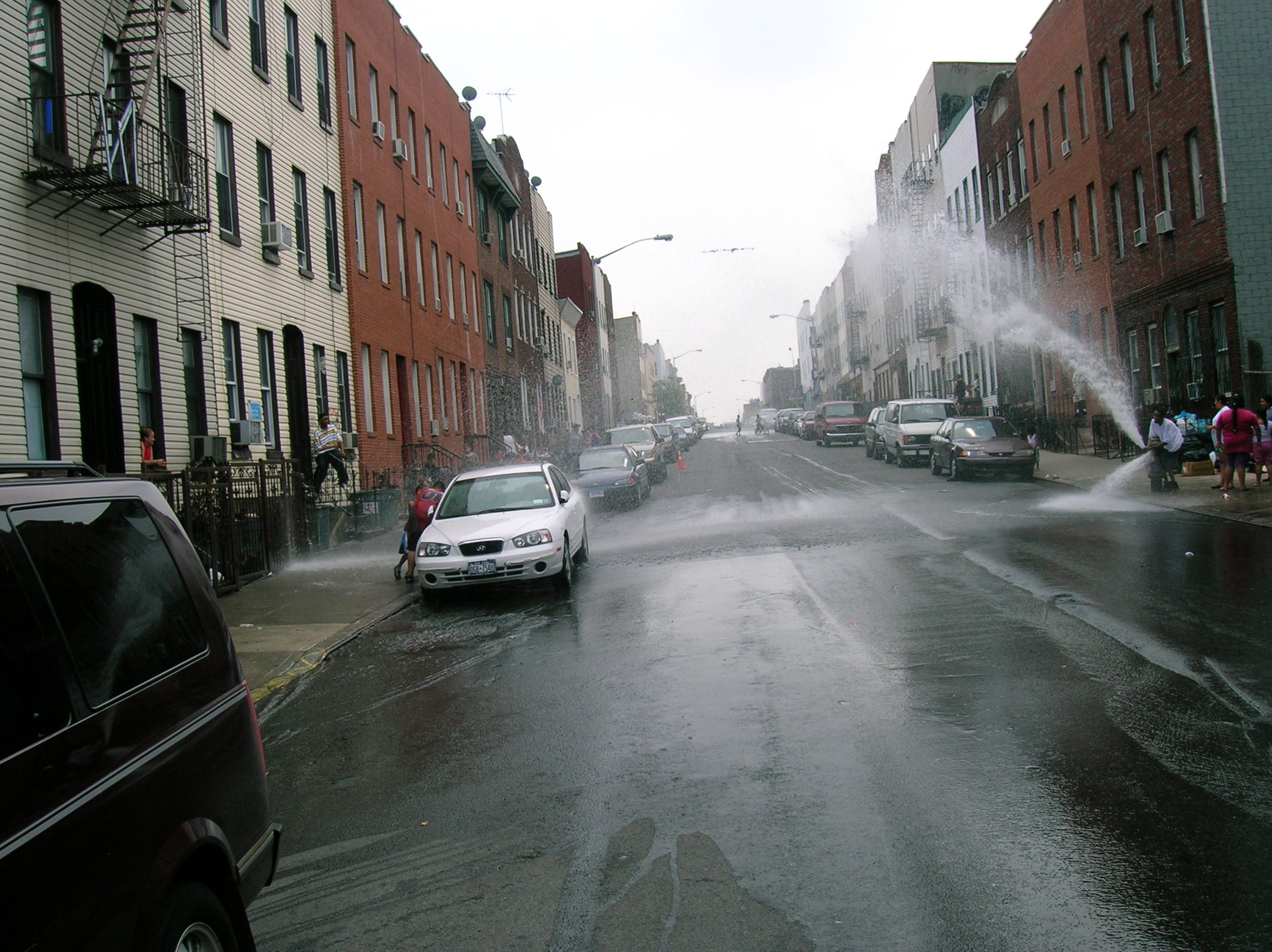
Scene di vita in Jefferson Street

Ex 18th Ward di Brooklyn, il quartiere fa ora parte della Brooklyn Community Board 4. È rappresentato al consiglio di New York City come parte dei distretti 34 e 37..

## Trasporti
Il quartiere è servito dalla metropolitana di New York attraverso diverse stazioni:
- Jefferson Street, DeKalb Avenue, Myrtle-Wyckoff Avenues, Halsey Street, Wilson Avenue e Bushwick Avenue-Aberdeen Street della linea BMT Canarsie, dove fermano i treni della linea L;
- Myrtle-Wyckoff Avenues, Knickerbocker Avenue e Central Avenue della linea BMT Myrtle Avenue, dove fermano i treni della linea M;
- Chauncey Street, Halsey Street, Gates Avenue, Kosciuszko Street e Myrtle Avenue della linea BMT Jamaica, dove fermano i treni delle linee J, M e Z.